# Marlen Reusser
Marlen Reusser (* 20. September 1991 in Jegenstorf) ist eine Schweizer Radsportlerin.

## Sportliche Laufbahn
Marlen Reusser begann ihre sportliche Laufbahn während der Schulzeit als Läuferin; nach mehreren Operationen an den Sprunggelenken musste sie diesen Sport jedoch aufgeben und wechselte zum Schwimmen und zum Radsport. Ab Ende der 2000er Jahre bestritt sie unter anderem Brevets und Triathlons. 2014 nahm sie im Alter von 22 Jahren als jüngste Fahrerin am Alpenbrevet teil.
2017 wurde Marlen Reusser Schweizer Meisterin im Einzelzeitfahren und Vize-Meisterin im Strassenrennen. Daraufhin wurde sie für das Zeitfahren der EM in Kopenhagen nominiert, wo sie Rang 28 belegte, ebenso belegte sie an den Weltmeisterschaften im norwegischen Bergen den 28. Rang. 2018 stürzte sie am Strassenrennen Kiesen schwer und zog sich eine instabile Beckenringfraktur zu. Später im Jahr wurde sie für die Teilnahme bei den Strassen-Weltmeisterschaften im österreichischen Innsbruck nominiert, wo sie im Einzelzeitfahren Platz 17 belegte. 2019 gewann sie das Einzelzeitfahren bei den Europaspielen in Minsk und wurde zweifache Schweizer Meisterin. Bei den UCI-Strassen-Weltmeisterschaften 2019 belegte sie den sechsten Rang im Einzelzeitfahren, im Strassenrennen kam sie als 34. ins Ziel. Bei den Strassen-Weltmeisterschaften im Jahr darauf in Imola wurde sie Vize-Weltmeisterin im Einzelzeitfahren.
Zur Saison 2021 wurde Reusser Mitglied im damaligen Team Alé BTC Ljubljana, mit dem sie bei der Simac Ladies Tour und der La Vuelta Femenina mit jeweils einem Etappenerfolg ihre ersten Siege auf der UCI Women’s WorldTour erzielte. Bei den Olympischen Spielen in Tokio errang sie die Silbermedaille im Einzelzeitfahren, im Strassenrennen belegte sie den 46. Platz. Darüber hinaus wurde sie Europameisterin in Einzelzeitfahren und gewann die nationalen Titel in Zeitfahren und Strassenrennen.
Zur Folgesaison wechselte Reusser zum Team SD Worx. Ihr grösster Erfolg in der Saison 2022 war der Gewinn der vierten Etappe der Tour de France Femmes, die sie mit einem Solo über 23 Kilometer für sich entschied. Nach einem Sturz auf der sechsten Etappe ging sie am folgenden Tag nicht mehr an den Start. Bei den Europameisterschaften in Anadia verteidigte sie ihren Titel im Einzelzeitfahren, bei den Weltmeisterschaften gewann sie den Titel mit der Mixed-Staffel und die Bronzemedaille im Einzelzeitfahren.
In die Saison 2023 startete Reusser mit dem Gewinn von Gent-Wevelgem, nach einem Solo über 40 Kilometer. Als Dritte bei Lüttich–Bastogne–Lüttich stand sie ein weiteres Mal auf dem Podest eines Klassikers. Bei der Itzulia Women gewann sie – erneut mit einem Solo – die letzte Etappe und sicherte sich damit erstmals die Gesamtwertung bei einer Rundfahrt. Einen Monat später war sie auch bei der Tour de Suisse Women erfolgreich, den Grundstein legte sie hier mit dem Gewinn des Einzelzeitfahrens am zweiten Tag der Rundfahrt. Bei der Tour de France Femmes gewann sie das abschliessende Einzelzeitfahren. Bei den Weltmeisterschaften in Glasgow errang sie erneut den Titel mit der Mixed-Staffel. Im Einzelzeitfahren als Favoritin gestartet, hatte sie während des Rennens einen mentalen Einbruch und gab auf. Im anschliessenden Strassenrennen hatte sie als Vierte das bisher beste Ergebnis ihrer Karriere. Zum Saisonabschluss verteidigte sie bei den Europameisterschaften zum zweiten Mal in Folge den Titel im Einzelzeitfahren. Insgesamt schloss sie die Saison 2023 als Dritte der Weltrangliste ab. 
2024 knüpfte Reusser vorerst an die Leistungen der Vorsaison an. Sie gewann mit der Setmana Ciclista Valenciana die erste Rundfahrt des Jahres. Am 31. März 2024 zog sie sich bei einem Sturz bei der Flandern-Rundfahrt eine Mehrfach-Verletzung zu, wodurch sie für einige Zeit ausfiel. Aufgrund einer Erkrankung am Post-COVID-Syndrom in Form von Myalgischer Enzephalomyelitis/Chronischem Fatigue-Syndrom (ME/CFS) musste Reusser ihre Teilnahme bei den Olympischen Spielen 2024 in Paris und den Weltmeisterschaften 2024 in Zürich absagen.
Am 23. Oktober wurde bekannt, dass sie ihre Karriere beim Movistar Team Women fortsetzen wird. 

## Leben und Beruf
Marlen Reusser ist in einer Bauernfamilie in Hindelbank aufgewachsen. Bis sie 16 Jahre alt war, spielte sie Geige und studierte im Rahmen eines Förderprogrammes an der Hochschule der Künste Bern. Nach der Matura studierte sie Medizin und arbeitete als Assistenzärztin für Chirurgie. Noch während der Vorbereitung auf die Strassen-Weltmeisterschaft in Innsbruck arbeitete sie Teilzeit als Ärztin im Spital Langnau. 2021 promovierte sie.

## Politisches Engagement
Marlen Reusser engagiert sich politisch für eine nachhaltige und ökologische Gesellschaft. Von 2008 bis 2009 war sie Präsidentin der Jungen Grünen des Kantons Bern, von 2017 bis 2018 war sie im Vorstand der Grünen Emmental. Reusser setzt sich für einen besseren Status des Frauenradsports ein.

## Ehrungen
2020 wurde Marlen Reusser mit einem Swiss Cycling Award als Schweizer Radsportlerin des Jahres ausgezeichnet. 2021 wurde der Swiss Cycling Award gleich an vier Radsportlerinnen vergeben, darunter erneut an Marlen Reusser.

## Erfolge

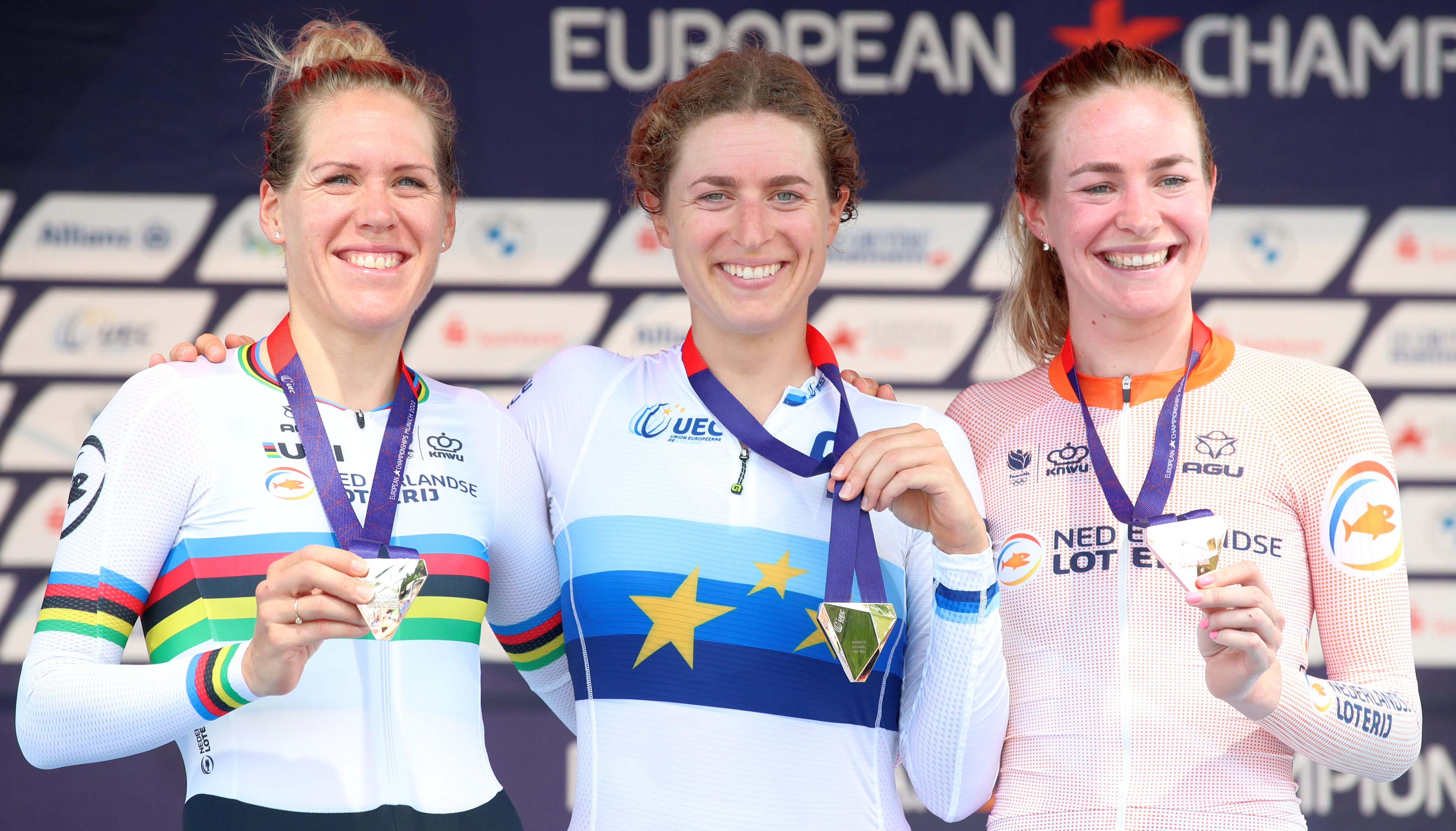
Reusser als Europameisterin auf dem Podium mit Ellen van Dijk und Riejanne Markus bei den European Championships 2022

2017
- Schweizer Meisterin – Einzelzeitfahren
- Schweizer Meisterin – Berg

2019
- Ljubljana-Domžale-Ljubljana TT
- Europaspielesiegerin – Einzelzeitfahren
- Schweizer Meisterin – Strassenrennen, Einzelzeitfahren

2020
- Schweizer Meisterin – Einzelzeitfahren
- Europameisterschaft – Mixed-Staffel
- Europameisterschaft – Einzelzeitfahren
- Weltmeisterschaft – Einzelzeitfahren

2021
- Schweizer Meisterin – Strassenrennen, Einzelzeitfahren
- Olympische Sommerspiele 2020 – Einzelzeitfahren
- eine Etappe Simac Ladies Tour
- Europameisterin – Einzelzeitfahren
- eine Etappe La Vuelta Femenina
- Chrono des Nations

2022
- eine Etappe Tour de France Femmes
- Europameisterin – Einzelzeitfahren
- Weltmeisterin – Mixed-Staffel

2023
- Gent–Wevelgem
- Gesamtwertung, eine Etappe und Punktewertung Itzulia Women
- Gesamtwertung, eine Etappe und Punktewertung Tour de Suisse
- Schweizer Meisterin – Strassenrennen
- eine Etappe Tour de France Femmes
- Weltmeisterin – Mixed-Staffel

2024
- Gesamtwertung und eine Etappe Setmana Ciclista Valenciana

2025
- Trofeo Palma Femina
- Gesamtwertung, zwei Etappen, Punkte- und Bergwertung Vuelta a Burgos
- Gesamtwertung, zwei Etappen und Punktewertung Tour de Suisse
- Schweizer Meisterin – Einzelzeitfahren
- eine Etappe Giro Donne